# Prószków
Prószków (en silésien : Průškůw ; en allemand : Proskau) est une ville du sud-ouest de la Pologne orientale, du powiat d'Opole, dans la voïvodie d'Opole.

## Histoire
De 1742 à 1945, Proskau fait partie de l'arrondissement d'Oppeln (de) dans le district de Liegnitz au sein de la province de Silésie.

## Personnalités liées à la ville
- Hans Dammann (1867-1942), sculpteur

## Jumelages
- Hünfeld (Allemagne)
- Pruszków (Pologne)